# Campeonato Brasileiro de Clubes de Futebol de Areia de 2020
O Campeonato Brasileiro de Clubes de Futebol de Areia de 2020 é a quarta edição deste torneio clubes de futebol de areia do Brasil. A disputa ocorrerá nas praias de Anchieta, Recife e Parque Olímpico. Serão cinco etapas, onde 15 equipes, de 13 Estados diferentes, brigarão pelo título e, consequentemente, a vaga na Libertadores de 2020. 

## Fórmula de disputa
Nas quatro primeiras etapas (fase classificatória), as 14 equipes serão separadas em dois grupos de sete, divididos por região. O Grupo A terá equipes do Sul, Sudeste e Centro-Oeste, e o Grupo B terá times de Norte e Nordeste. Os times jogam entre si dentro dos próprios grupos, em sistema de pontos corridos, em turno e returno. Os quatro melhores de cada grupo se classificam para a quinta e última etapa (fase final), onde serão distribuídos em mais dois grupos de quatro times cada, o C e o D, onde também jogarão entre si dentro do grupo, no sistema de pontos corridos. Os dois melhores avançam à semifinal, num modelo de cruzamento tradicional: 1º do Grupo C x 2º do Grupo D e 1º do Grupo D x 2º do Grupo C. Os clubes perdedores disputam o 3º lugar e os vencedores fazem a grande final.

### Critério de desempate
1. Confronto direto
2. Maior saldo de gols
3. Maior número de gols pró (marcados)

## Participantes
| Grupo A                                                               | Grupo B                                                                      |
| --------------------------------------------------------------------- | ---------------------------------------------------------------------------- |
| Anchieta Botafogo Flamengo Luziânia Rio Branco São José Vasco da Gama | América de Natal Cabense Confiança Murici Náutico Sampaio Corrêa Sport Treze |

## Primeira Fase
|  | Equipes classificadas para os grupos C e D |
|  | Equipes eliminadas                         |

### Grupo A

#### Sul, Sudeste e Centro-Oeste
| Pos | Times         | Pts | J | V | V+ | D | GP | GC | SG  |
| --- | ------------- | --- | - | - | -- | - | -- | -- | --- |
| 1   | Vasco da Gama | 18  | 6 | 6 | 0  | 0 | 40 | 18 | 22  |
| 2   | Flamengo      | 15  | 6 | 5 | 0  | 1 | 31 | 17 | 14  |
| 3   | Anchieta      | 12  | 6 | 4 | 0  | 2 | 36 | 16 | 20  |
| 4   | Luziânia      | 9   | 6 | 3 | 0  | 3 | 23 | 26 | -3  |
| 5   | Botafogo      | 3   | 6 | 1 | 0  | 5 | 19 | 30 | -11 |
| 6   | São José      | 3   | 6 | 1 | 0  | 5 | 23 | 39 | -16 |
| 7   | Rio Branco    | 3   | 6 | 1 | 0  | 5 | 21 | 43 | -22 |

### Grupo B

#### Norte e Nordeste
Chave I
| Pos | Times            | Pts | J | V | V+ | D | GP | GC | SG  |
| --- | ---------------- | --- | - | - | -- | - | -- | -- | --- |
| 1   | América de Natal | 6   | 3 | 2 | 0  | 1 | 19 | 7  | 12  |
| 2   | Cabense          | 6   | 3 | 2 | 0  | 1 | 10 | 10 | 0   |
| 3   | Náutico          | 5   | 3 | 1 | 1  | 1 | 14 | 9  | 5   |
| 4   | Treze            | 0   | 3 | 0 | 0  | 3 | 9  | 26 | -17 |

Chave II
| Pos | Times          | Pts | J | V | V+ | D | GP | GC | SG  |
| --- | -------------- | --- | - | - | -- | - | -- | -- | --- |
| 1   | Sampaio Corrêa | 9   | 3 | 3 | 0  | 0 | 22 | 8  | 14  |
| 2   | Murici         | 6   | 3 | 2 | 0  | 1 | 7  | 9  | -2  |
| 3   | Confiança      | 3   | 3 | 1 | 0  | 2 | 8  | 9  | -1  |
| 4   | Sport          | 0   | 3 | 0 | 0  | 3 | 8  | 19 | -11 |

|  | Semifinais       | Semifinais     |   |        | Final            | Final |  |
|  |                  |                |   |        |                  |       |  |
|  |                  |                |   |        |                  |       |  |
|  | América de Natal | 7              |   |        |                  |       |  |
|  | Murici           | 5              |   |        |                  |       |  |
|  |                  |                |   |        |                  |       |  |
|  |                  |                |   |        |                  |       |  |
|  |                  |                |   |        | América de Natal | 3     |  |
|  |                  | Sampaio Corrêa | 6 |        |                  |       |  |
|  |                  |                |   |        |                  |       |  |
|  |                  |                |   |        |                  |       |  |
|  |                  |                |   |        | Terceiro lugar   |       |  |
|  |                  |                |   |        |                  |       |  |
|  | Sampaio Corrêa   | 8              |   | Murici | 4                |       |  |
|  | Cabense          | 3              |   |        | Cabense          | 3     |  |

## Segunda Fase
|  | Equipes classificadas para a fase final |
|  | Equipes eliminadas                      |

### Grupo C

#### Classificação
| Time             | P | J | V | V+ | D | GP | GC | SG  |
| ---------------- | - | - | - | -- | - | -- | -- | --- |
| Vasco da Gama    | 9 | 3 | 3 | 0  | 0 | 22 | 10 | +12 |
| Anchieta         | 6 | 3 | 2 | 0  | 1 | 19 | 10 | +9  |
| América de Natal | 3 | 3 | 1 | 0  | 2 | 9  | 19 | -10 |
| Confiança        | 0 | 3 | 0 | 0  | 3 | 8  | 19 | -11 |

#### Resultados
| Quarta-feira, 18 de novembro | Anchieta                                                         | 7 – 3 | América de Natal                | Parque Olímpico, Rio de Janeiro |
| 13:00                        | Léo Martins (2), Bê Martins (2), Zé Lucas, Bruno Xavier e Brendo |       | Bryan, Portela e Dunga Potiguar |                                 |

| Quarta-feira, 18 de novembro | Vasco da Gama                              | 7 – 4 | Confiança              | Parque Olímpico, Rio de Janeiro |
| 15:00                        | Lucao (4), Benjamin Jr., Bokinha e Betinho |       | Jefferson (3) e Helder |                                 |

| Quinta-feira, 19 de novembro | Confiança | 2 – 8 | Anchieta | Parque Olímpico, Rio de Janeiro |
| 14:00                        |           |       |          |                                 |

| Quinta-feira, 19 de novembro | Vasco da Gama | 10 – 2 | América de Natal | Parque Olímpico, Rio de Janeiro |
| 16:00                        |               |        |                  |                                 |

| Sexta-feira, 20 de novembro | América de Natal | 4 – 2 | Confiança | Parque Olímpico, Rio de Janeiro |
| 12:30                       |                  |       |           |                                 |

| Sexta-feira, 20 de novembro | Vasco da Gama | 5 – 4 | Anchieta | Parque Olímpico, Rio de Janeiro |
| 16:15                       |               |       |          |                                 |

### Grupo D

#### Classificação
| Time           | P | J | V | V+ | D | GP | GC | SG  |
| -------------- | - | - | - | -- | - | -- | -- | --- |
| Sampaio Corrêa | 9 | 3 | 3 | 0  | 0 | 19 | 8  | +11 |
| Flamengo       | 6 | 3 | 2 | 0  | 1 | 18 | 11 | +7  |
| Luziânia       | 3 | 3 | 1 | 0  | 2 | 11 | 21 | -10 |
| Murici         | 0 | 3 | 0 | 0  | 3 | 7  | 15 | -8  |

#### Resultados
| Quarta-feira, 18 de novembro | Sampaio Corrêa                                          | 8 – 3 | Luziânia         | Parque Olímpico, Rio de Janeiro |
| 14:00                        | Alisson (3), Renanzinho (2), Datinha, Gerlan e Paulinho |       | Izaías (2) e Two |                                 |

| Quarta-feira, 18 de novembro | Flamengo                             | 5 – 2 | Murici       | Parque Olímpico, Rio de Janeiro |
| 16:00                        | Rodrigo (2), Igor, Thanger e Antonio |       | Pica-Pau (2) |                                 |

| Quinta-feira, 19 de novembro | Sampaio Corrêa | 6 – 3 | Murici | Parque Olímpico, Rio de Janeiro |
| 13:00                        |                |       |        |                                 |

| Quinta-feira, 19 de novembro | Flamengo | 11 – 4 | Luziânia | Parque Olímpico, Rio de Janeiro |
| 15:00                        |          |        |          |                                 |

| Sexta-feira, 20 de novembro | Murici | 2 – 4 | Luziânia | Parque Olímpico, Rio de Janeiro |
| 13:45                       |        |       |          |                                 |

| Sexta-feira, 20 de novembro | Flamengo | 2 – 5 | Sampaio Corrêa | Parque Olímpico, Rio de Janeiro |
| 15:00                       |          |       |                |                                 |

## Fase final
|  | Semifinais     | Semifinais     |      |          | Final          | Final |  |
|  |                |                |      |          |                |       |  |
|  |                |                |      |          |                |       |  |
|  | Vasco da Gama  | 7              |      |          |                |       |  |
|  | Flamengo       | 6              |      |          |                |       |  |
|  |                |                |      |          |                |       |  |
|  |                |                |      |          |                |       |  |
|  |                |                |      |          | Vasco da Gama  | 1(3)  |  |
|  |                | Sampaio Corrêa | 1(2) |          |                |       |  |
|  |                |                |      |          |                |       |  |
|  |                |                |      |          |                |       |  |
|  |                |                |      |          | Terceiro lugar |       |  |
|  |                |                |      |          |                |       |  |
|  | Sampaio Corrêa | 8              |      | Flamengo | 5              |       |  |
|  | Anchieta       | 6              |      |          | Anchieta       | 6     |  |

### Semifinais
| Sábado, 21 de novembro | Vasco da Gama | 7 – 6 | Flamengo | Parque Olímpico, Rio de Janeiro |
| 10:30                  |               |       |          |                                 |

| Sábado, 21 de novembro | Sampaio Corrêa | 8 – 6 | Anchieta | Parque Olímpico, Rio de Janeiro |
| 12:00                  |                |       |          |                                 |

### Disputa pelo 3º lugar
| Domingo, 22 de novembro | Flamengo | 5 – 6 | Anchieta | Parque Olímpico, Rio de Janeiro |
| 13:45                   |          |       |          |                                 |

### Final
| Domingo, 22 de novembro | Vasco da Gama | 1 (3) – (2) 1 | Sampaio Corrêa | Parque Olímpico, Rio de Janeiro |
| 14:30                   |               |               |                |                                 |

## Premiações
| Campeonato Brasileiro de Clubes de Futebol de Areia 2020 |
| Rio de Janeiro                                           |
| -------------------------------------------------------- |
| Vasco da Gama Campeão (3º título)                        |

### Prêmios individuais
| Melhor Jogador                                   |
| ------------------------------------------------ |
| Datinha ( Sampaio Corrêa)                        |
| Artilheiro                                       |
| Lucão ( Vasco da Gama) Datinha ( Sampaio Corrêa) |
| 11 gols                                          |
| Melhor Goleiro                                   |
| Rafael Padilha ( Vasco da Gama)                  |
| Revelação                                        |
| Gerlan ( Sampaio Corrêa)                         |

## Classificação final
| Pos. | Time             |
| ---- | ---------------- |
| 1º   | Vasco da Gama    |
| 2º   | Sampaio Corrêa   |
| 3º   | Anchieta         |
| 4º   | Flamengo         |
| 5º   | Luziânia         |
| 6º   | América de Natal |
| 7º   | Murici           |
| 8º   | Confiança        |
| 9º   | Cabense *        |
| 10º  | Náutico          |
| 11º  | Botafogo         |
| 12º  | São José         |
| 13º  | Rio Branco       |
| 14º  | Sport            |
| 15º  | Treze            |